# Zanthoxylum pinnatum
Zanthoxylum pinnatum är en vinruteväxtart som först beskrevs av Forster & G. Forster, och fick sitt nu gällande namn av George Claridge Druce. Zanthoxylum pinnatum ingår i släktet Zanthoxylum och familjen vinruteväxter. Inga underarter finns listade i Catalogue of Life.